# Sandra Stolz
Sandra Stolz (* 14. Oktober 1982 als Sandra Blumenthal) ist eine deutsche Fußballschiedsrichterin. Sie pfeift für den Pritzwalker FHV 03.

## Werdegang
Ihre Schiedsrichterkarriere begann erst im Jahre 2007. Bereits ein Jahr später stieg sie in die 2. Bundesliga der Frauen auf. Seit 2011 leitet sie Spiele der Frauen-Bundesliga. 2013 wurde Stolz, damals noch unter ihrem Mädchennamen Blumenthal, beim Endspiel der B-Juniorinnen-Bundesliga zwischen dem FSV Gütersloh 2009 und dem FC Bayern München eingesetzt. Ein Jahr später wurde sie als Linienrichterin beim DFB-Pokalfinale 2014 zwischen der SGS Essen und dem 1. FFC Frankfurt eingesetzt. Der DFB nominierte Sandra Stolz für das DFB-Pokalfinale 2018 zwischen dem VfL Wolfsburg und dem FC Bayern München.
Im Männerbereich leitet sie Spiele bis zur Regionalliga Nordost. Sandra Stolz ist verheiratet und wohnt in Pritzwalk. Sie arbeitet als Medizinische Fachangestellte.